# Thygater latitarsis
Thygater latitarsis là một loài Hymenoptera trong họ Apidae. Loài này được Urban mô tả khoa học năm 1967.